# Scalea
Scalea – miejscowość i gmina we Włoszech, w regionie Kalabria, w prowincji Cosenza.
Według danych na rok 2004 gminę zamieszkiwało 10 040 osób, 456,4 os./km².